# Кобаяси, Сатору (режиссёр)
Сатору Кобаяси (яп. 小林悟 Кобаяси Сатору, 1 августа 1930 - 15 ноября 2001) — японский режиссёр, наиболее известен своими фильмами «пинку эйга». По данным японских источников, он снял более 400 фильмов, что делает одним из крупнейших режиссёров Японии по количеству снятых фильмов.

## Биография
Родился 1 августа 1930 года в префектуре Нагано. Во время Второй мировой войны за антивоенную деятельность подвергался пыткам со стороны военной полиции. Позднее в одном из интервью Кобаяси заявил, что пытки, которым он подвергся в юности, вызывали в нём интерес к садо-мазо фильмам, которые он впоследствии снимал.
Кобаяси переехал в Токио, чтобы изучать театральное искусство. Он увлёкся буто, во время учёбы в университете писал статьи в качестве театрального критика. С 1954 года работал на студии помощником режиссёра. Во время работы он сотрудничал с мастерами жанра эрогуро Хироси Симидзу и Тэруо Исии, а также с первой японской женщиной-режиссёром Кинуё Танакой. В 1959 году Кобаяси снял свой первый независимый фильм «Crazy Desire» (яп. 狂った欲望 Курутта ёкубо). В следующем году он снял для студии десять эксплуатационных фильмов, среди которых были: «Dangerous Temptation», «Three Women Burglars» и «Phantom Detective: Terrifying Alien».
В 1961 году студия разорилась, поэтому свой следующий фильм Кобаяси удалось снять лишь год спустя, это был независимый фильм «Flesh Market» (яп. 肉体の市場 Никутай но итиба).